# Люксембург Аркадій Петрович
Аркадій Петрович Люксембург (нар. 15 березня 1939, Житомир) — молдавсько-американський композитор, Заслужений діяч мистецтв Молдавської РСР.

## Біографія
Аркадій Люксембург народився в 1939 році. Після закінчення середньої спеціальної музичної школи по класу фортепіано, теорії і композиції, вступив до Молдавської державної консерваторії та закінчив її по класу композиції у Соломона Лобеля в 1964 році. Дипломною роботою був 1-й концерт для фортепіано з оркестром.
Працював викладачем музично-теоретичних дисциплін і композиції в музичному училищі ім. Няги (нині музичний коледж ім. Штефана Няги, (1962—1990 рр.), Кишинівської консерваторії (AMTAP) (1967—1972 рр.). Також з 1961 по 1964 роки працював у середній спеціальній музичній школі ім. Коки (нині ліцей ім. Порумбеску).
Серед вихованців — композитор Володимир Чолак, співачки Надія Чепрага, Софія Ротару та інші. 
А. Люксембург — автор підручників і методичних посібників з теорії музики, гармонії і сольфеджіо, був музичним керівником естрадних ансамблів «Людмила» і «Мажория», дипломантом конкурсу «Алло, ми шукаємо таланти».
З 1990 по 1995 рік А. Люксембург працював викладачем теорії музики і фортепіано в Єрусалимському педагогічному коледжі імені Давида Єліна. 
В даний час живе в Сан-Дієго, працює в Державному університеті Сан-Дієго, Меса Коледжі і Каліфорнія Балеті. 
Його музику в Сан-Дієго виконували оркестри «Нью Сіті Синфонія» (сюїта № 2 для струнних), «Тиферет Ізраїл Оркестрі» («Елегія і Регтайм», «Гумореска» для оркестру), «Оркестр Пойнт Лома» (сюїта № 1 для струнного оркестру).
Член Спілки композиторів Молдови, СРСР, Ізраїлю, і ASCAP (США). 
Заслужений діяч мистецтв Молдавської РСР.

## Творчість
Аркадій Люксембург — автор симфонічної картини «Андрієш» за мотивами казок Е. Букова, симфонієти для оркестру, симфонії для струнного оркестру «Пам'яті Жертв Голокосту», яка написана під впливом образів жертв Голокосту музею Катастрофи в Єрусалимі. Вперше її виконав та записав Румунський симфонічний оркестро у Бухаресті).
Також А.Люксембург - автор двох фортепіанних концертів і концерту для віолончелі з оркестром (перший виконавець — Іон Жосан), двох сюїт для струнного оркестру, «Молодіжної увертюри», «Варіацій» для оркестру, «Гуморески» для оркестру, «Елегії і Рэгтайма» для оркестру, симфонічної балади для голосу з оркестром на вірші А. Кодру, творів для фортепіано: сюїти «Акварелі», «Пам'яті Гершвіна», «Пам'яті Шостаковича», п'єс для фортепіано, струнних і духових інструментів, ансамблів, хорів, музики до фільмів.
У своїй творчості А. Люксембург використовує молдавський і американський фольклор та його гумористичні образи («Симфонієта», «Гумореска» для оркестру та інших інструментів), джазові елементи («Елегія і Регтайм» для оркестру, Сюїта № 2 для струнних, Сюїта № 2 для струнного квартету, Сюїта для фортепіано «Пам'яті Гершвіна», «Прелюди» для фортепіано, Сюїта для
ансамблю саксофонів, Сюїта для скрипки і фортепіано, Сюїта для віолончелі та фортепіано, Сюїта для кларнета і фортепіано), а також сучасні музичні засоби, серійну техніку.
Виконавці естрадних пісень композитора — Надія Чепрага, Іон Суручану, Ольга Чолаку, Анастасія Лазарюк, Аура, ансамбль «Контемпоранул» (згодом «Норок»), хорова капела «Дойна».
А. Люксембург — автор популярних естрадних пісень «În Moldova mea frumoasă» — «В моїй красивій Молдавії», «Băieţii veseli» — «Веселі хлопці», «My San Diego» — «Мій Сан Дієго».

## Короткий список творів
- для симфонічного оркестру — картина «Андрієш» (за мотивами молдавських народних казок, 1962), Симфонієта (1970);
- для голосу та симфонічного оркестру — Балада (слова А. Кодру, 1975);
- для струнного оркестру — Прелюдія (1967), Чотири молдавські мелодії (1971);
- для фортепіано та симфонічного оркестру — Концерт № 1 (1965), Юнацький концерт № 2 (1975);
- для струнного квартету — Сюїта (1967), 12 прелюдій (1971);
- для 3 труб і фортепіано — П'єса (1975);
- для скрипки і фортепіано — Молдавський танець (1960);
- для віолончелі та фортепіано — Дві п'єси (1976);
- для альта і фортепіано — Вокаліз (1960), Балада (1976);
- для кларнета і фортепіано — Скерцо (1962), Гумореска (1976);
- для труби і фортепіано — Сюїта (1975);
- для тромбона (або туби) і фортепіано — Прелюдія (1975);
- для контрабаса — Гумореска (1976);
- для голосу і фортепіано — романси на слова Р. Бернса і молдавських поетів;
- пісні на слова радянських поетів, в тому числі «Батьківщина твоя» (Миколи Дорізо), «Пам'ять» (М. Танка), «В моїй красивій Молдавії» (Р. Мирона), «Хлопці Молдови» (С. Гімпу), «Росія» (В. Духанина), «Залізна лінія» століття (Ю. Павлова), «Молдова» (Ю. Павлова);
- Музика до фільмів — «Олександр Племєдялє» та ін.

## Більш повний список творів

### Твори для симфонічного оркестру
- 1. «Симфонієтта» для оркестру
- 2. Концерт для фортепіано з оркестром № 1
- 3. «Юнацький» концерт для фортепіано з оркестром № 2
- 4. Концерт для віолончелі з оркестром
- 5. Сюїта № 1 для струнного оркестру
- 6. Сюїта № 2 для струнного оркестру
- 7. Фантазія для фортепіано та струнного оркестру
- 8. «Весняні мелодії» симфонічна фантазія для оркестру
- 9. «Каприс» для флейти та струнного оркестру
- 10. «Симфонічна балада» для голосу з оркестром
- 11. «Вальс» для голосу з оркестром
- 12. Дитяча сюїта для камерного оркестру
- 13. «Мелодія» і «Скерцо» для струнного оркестру
- 14. «Варіації» для оркестру
- 15. «Симфонія» для струнних
- 16. «Поема» для струнних.
- 17. «Елегія» і «Регтайм» для оркестру
- 18. «Молодіжна увертюра» для оркестру
- 19. «Гумореска» для оркестру

### Твори для різних ансамблів
- 1. «Прелюдії» 12 п'єс для струнного квартету
- 2. Сюїти для струнного квартету № 1, № 2, № 3
- 3. «Три п'єси для струнного квартету
- 4. «Колискова і Остінато» для квінтету дерев'яно-духових інструментів
- 5. «Імпровізація і Скерцо» для флейти, віолончелі та фортепіано
- 6. «Колискова і Гумореска» для брас-квінтету
- 7. «Хава Нагіла» аранжування для брас-квінтету
- 8. «Сюїта» для 5 саксофонів
- 9. «Блюз і Рок-н-рол» для 4 тромбонів
- 10. «Романс і Фокстрот» для 4 труб
- 11. 3 п'єси для 4 валторн
- 12. «Прелюдія і Остинато» для 4 скрипок
- 13. «Веселий потяг» для ансамблю скрипалів та фортепіано
- 14. «Пассакалия і Танець» для флейти, валторни і фортепіано
- 15. Сюїта для квартету дерев'яно-духових інструментів
- 16. Три п'єси для кларнета і фагота
- 17. Три п'єси для скрипки, альта і віолончелі

### Твори для фортепіано
- 1. Соната
- 2. Сюїта «Акварелі» 8 п'єс
- 3. Сюїта «Пам'яті Гершвіна» 5 п'єс
- 4. Сонатина
- 5. Три п'єси «Пам'яті Шостаковича»
- 6. «Дитяча Сюїта» в народному стилі
- 7. «Блюзи» 8 п'єс
- 8. «Прелюдії», 12 п'єс
- 9. «Дитячий альбом» 9 п'єс
- 10. «Сюїта для клавесина» 4 п'єси
- 11. «Прелюдії» 8 п'єс
- 12. «Імпровізація і Токата»
- 13. «Настрої» п'ять мініатюр для фортепіано
- 14. «Дитячий альбом» для фортепіано 16 п'єс
- 15. «Пори року» 4 п'єси
- 16. Метод навчання грі на фортепіано 220 п'єс

### Інші твори
А також різні твори для струнних, мідних, дерев'яно-духових інструментів, голосу і фортепіано, музика до фільмів, спектаклів,
твори для хору та естрадні пісні.